# Senta Fortunada
Senta Fortunada (en francès Sainte-Fortunade) és un municipi francès situat al departament de la Corresa i a la regió de la Nova Aquitània.

## Demografia
| 1962                                       | 1968  | 1975  | 1982  | 1990  | 1999  | 2007  |
| ------------------------------------------ | ----- | ----- | ----- | ----- | ----- | ----- |
| 1.546                                      | 1.378 | 1.360 | 1.619 | 1.605 | 1.719 | 1.762 |
| Des de 1962: població sense dobles comptes |       |       |       |       |       |       |

## Administració
| Període   | Identitat           | Partit |
| --------- | ------------------- | ------ |
| 1977-1989 | Bernard Bourguignon |        |
| 2008-     | Michel Jaulin       |        |